# Bernardo Hernández Villaseñor
Bernardo Hernández Villaseñor (Città del Messico, 20 agosto 1942) è un ex calciatore messicano, di ruolo attaccante.
Soprannominato "Manolete" per la sua somiglianza con il celebre torero spagnolo, ha giocato tutta la sua carriera con la squadra dell'Atlante, vincendo la classifica dei capocannonieri nella stagione 1967-1968. Ha disputato 12 partite con la nazionale messicana marcando 2 reti. Con la nazionale olimpica messicana ha partecipato alle Olimpiadi del 1968 svoltesi in Messico.